# 大帝 (馬)
大帝，是日本純種競賽馬匹。生涯活躍於中長途賽事，曾勝出東京優駿（日本打吡）及杜拜司馬經典賽，為首匹勝出海外一級賽的日本打吡馬。

## 出賽前
2018年4月13日出生於北海道安平町北部牧場，成長途中於一口馬主俱樂部Sunday Racing Co. Ltd.進行馬主募集。
其後交由栗東訓練中心練馬師藤原英昭訓練。

## 競賽生涯

### 2歲
2020年10月25日出戰京都競馬場2歲新馬戰，比賽途中保持於中團靠前位置推進，進入直路後隨即於外檔加速衝出，最終超越領先的Vivant取得首勝。

### 3歲
2021年以共同通信盃作爲年度首戰，比賽途中繼續選擇居中戰術，進入直路後隨時發揮不俗的末腳速度，但仍然未能超越前方的樂透心及伽利衛星，最終以第三完賽。
3月27日爲累積獎金出戰每日盃，由於主戰騎師福永祐一選擇策騎另一匹由其主戰的賽駒節慶狂歡，因而改由川田將雅代打策騎。比賽開始後，雖然因爲漏閘於比賽初段需要於後方起步，但比賽途中其以良好的反應逐步爬升至到第三，進入直路後成功爆發全場最快末腳瞬間超越前方賽駒，最終以破紀錄的1分43.9秒時間取得首個分級賽冠軍。
其後因爲顯著的疲累而避戰皋月賞，改爲直走5月30日的東京優駿。比賽開始後，其因於起步後受到其他馬匹阻擋而未積極搶佔位置，而是於第七左右的位置展開推進。進入對面直路後，騎師福永計劃保留體力以末腳速度一決勝負，因而控制大帝減慢速度稍爲墮後，於第四彎道時處才重新指揮其發力。進入直路後，其隨即由內欄位置開始衝刺，確保加速路線後轟出後600米33.4秒的恐怖末腳，成功於終點線前和領先的樂透心呈現平頭姿態。最終於照片判定下賽會判定大帝以10厘米的細微差距率先衝線，其成功取得首個一級賽冠軍之餘，亦以2分22.5秒的完賽時間將2019年由名父巴魯創立的紀錄推前0.1秒。
夏季放草過後以神戶新聞盃作爲秋季的起動戰，雖然賽前獲得第一人氣支持，然而於比賽途中一直受到天雨後的大爛地賽道影響，無法最大程度加速之下以第四完賽。
11月28日出戰日本盃，將和豐收節、華格納及鐵鳥翱天展開日本賽馬史上首次四代打吡馬對決。比賽開始後，其於途中一直保持於前方約莫第五的位置穩定推進，進入直路後嘗試奮力加速保持速度，但最終未能追上率先透出的威信英明下再被鐵鳥翱天超越，以第三的成績完賽。

### 4歲
進入2022年，陣營宣佈將安排其遠征阿聯酋出戰杜拜司馬經典賽，並於其中獲得第四人氣。比賽開始起屋區，其隨即以追趕前方領放馬威信英明的形式於第三左右推進，並於第四彎道時開始抽出外檔準備加速。進入直路後，處於望空姿態的大帝順利加速，跑出優秀的速度之下最後200米取得領先，後續保持優勢下成功奪冠，成爲首匹贏得海外一級賽的打吡馬。
贏得杜拜司馬經典賽後，陣營隨即宣佈遠征歐洲的計劃，以秋季的凱旋門大賽作爲最大目標，同時亦宣佈將會先安排其於英國出戰威爾斯親王錦標，並於5月30日抵達當地作最後準備。
6月16日其按照計劃出戰威爾斯親王錦標，然而於本次比賽中其表現不佳，最終僅以尾二的戰績勝過出閘後因騎師戴圖理未摘除頭套而漏閘的諾斯勳爵。
由於在威爾士親王錦標的失利，陣營決定放棄出戰凱旋門大賽的計劃，安排其返回日本國內並進入放草。
放草過後於10月出戰秋季天皇賞，但由於剛從放草回歸，其於狀態未恢復之下未能於直路上作出優秀反應，最終僅跑獲第五。
其後出戰日本盃，面對本次比賽由皇室徽號慢放做出的慢步速，其於比賽初段選擇於後方位置緩慢推進。進入直路後，其隨由外檔加速並轟出全場最快的末腳衝刺，可惜仍然敗於內欄的飄揚青帆，以3/4馬位差距得第二。

### 5歲
2023年年初其出戰杜拜司馬經典賽劍指連霸，但面對春秋分的慢放戰術下節奏被打亂，最終因未能順利加速衝出以第五完賽。
回國後隨即前往放草，並於8月時復出出戰札幌紀念。比賽開始後，其選擇於先頭位置推進，然而通過第二彎後開始逐步墮後，於第四彎道時候甚至跌至第十三名的位置。進入直路後，受到軟地的影響下，其仍然無法重新提速返回先頭部隊之中，最終未能衝出突圍之下以第十一大敗。
而於札幌紀念賽後，其更被判定患有喘鳴症，因而進入放草並準備施行手術。
休養完成後陣營安排其遠征美國，以育馬者盃草地大賽作爲目標。比賽開始後，其保持於出閘順利並進佔中團內欄位置，並於比賽途中一直維持此節奏行進以減低風阻。通過最後彎道時，其逐步抽出中檔位置以尋求位置，並成功於直路入口望空加速。直路中段，其成功進入衝刺狀態並不斷突破，可惜仍然未能超越於一早於內欄位置衝出的多產巨匠及處於外檔的必達標，最終以第三完賽。
完成於美國的賽事後，陣營安排其遠征香港出戰香港瓶，並爲所有外隊馬中最早抵港的賽駒。然而於於12月7日，香港賽馬會獸醫事務部於檢查大帝之心電圖結果後認爲其有心律不正的情況，因而向受薪董事小組報告，最終大帝被勒令退賽，而陣營則宣佈將目標改爲有馬紀念。
回國接受檢疫後順利出戰有馬紀念，於比賽途中以典型的先頭戰術推進，並於通過第四彎道時逐步展開加速。進入直路後，其仍然保持於所在位置進行衝刺，可惜未能對前方的領銜、星映天下及勝局在望造成威脅下再比後上的駿天宮超越，最終以第五完賽。

### 6歲
2024年繼續現役，年初首戰為阿聯酋的杜拜司馬經典賽。比賽開始後，其進佔前方的內欄位置等待時機，於前方的海角遠景領放的情況下仍然堅守位置。進入直路後，其於內欄位置繼續展開推進，雖然超越失速的海角遠景，但未能壓制透出的桀驁之戀，最終獲得亞軍。
回國休養過後於札幌紀念作為起動戰，比賽初段選擇於中團靠外位置推進，於比賽途中亦一直維持此節奏。進入直路後，其嘗試於直路中檔位置展開突破，但未能最大程度加速下僅跑獲第五的戰績。
秋季再度遠征美國以育馬者盃草地大賽作為目標，比賽初段維持於中團內欄位置，於比賽途中一直處於遮擋之下。進入直路下，其稍為抽出並進行加速，但最終未能超越前方的桀驁之戀下再被同主馬利森名園壓制，最終再度取得第三的戰績。
回國後以有馬紀念作為年間最後一場賽事，比賽初段以較為緩慢的速度進佔中團外檔位置，但於對面直路時逐步發力上前，於第四彎道末段經已進佔先頭位置。進入直路後，其繼續於外檔位置展開加速並一直和內側的蕾麗宮進行纏鬥，雖然最終未能壓贏有減磅優勢的蕾麗宮，但仍然可以超越內欄的前領馬野田分位和寶徠歌劇，取得亞軍的戰績。
完成以上賽事後，練馬師藤原英昭表示將會和馬主Sunday Racing Co. Ltd.商討明年繼續現役的事宜，但最終仍然選擇退役。

### 詳細賽績
| 日期       | 舉行國家 | 馬場     | 距離   | 級別 | 賽事名稱         | 負重 | 騎師     | 馬號 | 出馬 | 名次 | 時間    | 頭馬（二馬） |
| ---------- | -------- | -------- | ------ | ---- | ---------------- | ---- | -------- | ---- | ---- | ---- | ------- | ------------ |
| 25/10/2020 | 日本     | 京都     | 草1800 |      | 2歲新馬          | 55   | 福永祐一 | 13   | 18   | 1    | 1:49.9  | （Vivant）   |
| 14/2/20201 | 日本     | 東京     | 草1800 | GIII | 共同通信盃       | 56   | 福永祐一 | 11   | 12   | 3    | 1:48.0  | 樂透心       |
| 27/3/2021  | 日本     | 阪神     | 草1800 | GIII | 每日盃           | 56   | 川田將雅 | 6    | 9    | 1    | 1:43.9  | （大魔幻師） |
| 30/5/2021  | 日本     | 東京     | 草2400 | GI   | 東京優駿         | 57   | 福永祐一 | 10   | 17   | 1    | 2:22.5  | （樂透心）   |
| 26/9/2021  | 日本     | 中京     | 草2200 | GII  | 神戶新聞盃       | 56   | 福永祐一 | 10   | 10   | 4    | 2:18.7  | 星光速       |
| 28/11/2021 | 日本     | 東京     | 草2400 | GI   | 日本盃           | 55   | 川田將雅 | 4    | 18   | 3    | 2:25.2  | 鐵鳥翱天     |
| 26/3/2022  | 阿聯酋   | 美丹     | 草2410 | GI   | 杜拜司馬經典賽   | 56.5 | 杜滿樂   | 12   | 15   | 1    | 2:26.88 | （伊比爾族） |
| 15/6/2022  | 英國     | 雅士谷   | 草2000 | GI   | 威爾士親王錦標   | 58   | 杜滿樂   | 3    | 5    | 4    | 2:08.38 | 氣靜心平     |
| 30/10/2022 | 日本     | 東京     | 草2000 | GI   | 秋季天皇賞       | 58   | 杜滿樂   | 8    | 15   | 5    | 1:58.1  | 春秋分       |
| 27/11/2022 | 日本     | 東京     | 草2400 | GI   | 日本盃           | 57   | 杜滿樂   | 15   | 18   | 2    | 2:23.8  | 飄揚青帆     |
| 25/3/2023  | 阿聯酋   | 美丹     | 草2410 | GI   | 杜拜司馬經典賽   | 57   | 杜滿樂   | 6    | 10   | 5    | 2:26.96 | 春秋分       |
| 20/8/2023  | 日本     | 札幌     | 草2000 | GII  | 札幌紀念         | 58   | 橫山武史 | 4    | 15   | 11   | 2:04.8  | 先見         |
| 4/11/2023  | 美國     | 聖雅尼塔 | 草2400 | GI   | 育馬者盃草地大賽 | 57   | 杜滿樂   | 1    | 11   | 3    | 2:24.3  | 多產巨匠     |
| 24/12/2023 | 日本     | 中山     | 草2500 | GI   | 有馬紀念         | 58   | 松山弘平 | 2    | 16   | 5    | 2:31.2  | 勝局在望     |
| 30/3/2024  | 阿聯酋   | 美丹     | 草2410 | GI   | 杜拜司馬經典賽   | 57   | 杜滿樂   | 5    | 12   | 2    | 2:27.02 | 桀驁之戀     |
| 18/8/2024  | 日本     | 札幌     | 草2000 | GII  | 札幌紀念         | 58   | 武豐     | 4    | 11   | 5    | 2:00.2  | 北橋         |
| 3/11/2024  | 美國     | 德爾馬   | 草2400 | GI   | 育馬者盃草地大賽 | 57   | 杜滿樂   | 3    | 13   | 3    | 2:26.07 | 桀驁之戀     |
| 22/12/2024 | 日本     | 中山     | 草2500 | GI   | 有馬紀念         | 58   | 杜滿樂   | 16   | 15   | 2    | 2:31.8  | 蕾麗宮       |

## 退役後
退役後，大帝成為了配種馬，於北海道安平町社台Stallion Station休養，在2025年進行配種。首批子嗣將於2026年出生。首批子嗣可於2028年出賽。
然而入種過後，其被發現受胎率過低，最終在陣營商討過後於7月1日從配種馬退役，前往北海道苫小牧市北方馬匹公園以功勞馬身份進行養老生活。

## 血統簡介
父系大震撼爲日本賽駒，爲日本賽馬史上第二匹無敗三冠馬，生涯出戰十四場賽事僅得兩場未能勝出，退役後配種成績亦極爲優秀。祖父週日寧靜是美國三冠賽雙軍馬，退役後在日本配種，在日本馬壇相當成功，贏得多項分級賽事，其子嗣贏得巨額獎金。
母系杜拜酋長爲美國賽駒，生涯戰績優秀，於草地及泥地均有勝利，曾勝出2010年育馬者盃雌馬短途大賽。外祖父Essence of Dubai爲美國賽駒，生涯戰績不俗，曾勝出三項二級賽。

### 血統表
| 父線：週日寧靜系（Halo系）         |                                   |                |                 |
| 種馬 大震撼 2002年（棗色）         | 週日寧靜 1986年（棕色）           | Halo           | Hail to Reason  |
| 種馬 大震撼 2002年（棗色）         | 週日寧靜 1986年（棕色）           | Halo           | Cosmah          |
| 種馬 大震撼 2002年（棗色）         | 週日寧靜 1986年（棕色）           | Wishing Well   | Understanding   |
| 種馬 大震撼 2002年（棗色）         | 週日寧靜 1986年（棕色）           | Wishing Well   | Mountain Flower |
| 種馬 大震撼 2002年（棗色）         | 風中秀髮 1991年（棗色）           | Alzao          | 利法爾          |
| 種馬 大震撼 2002年（棗色）         | 風中秀髮 1991年（棗色）           | Alzao          | Lady Rebecca    |
| 種馬 大震撼 2002年（棗色）         | 風中秀髮 1991年（棗色）           | Burghclere     | Busted          |
| 種馬 大震撼 2002年（棗色）         | 風中秀髮 1991年（棗色）           | Burghclere     | Highclere       |
| 繁殖雌馬 杜拜酋長 2005年（深棗色） | Essence of Dubai 1999年（深棗色） | Pulpit         | A.P. Indy       |
| 繁殖雌馬 杜拜酋長 2005年（深棗色） | Essence of Dubai 1999年（深棗色） | Pulpit         | Preach          |
| 繁殖雌馬 杜拜酋長 2005年（深棗色） | Essence of Dubai 1999年（深棗色） | Epitome        | Summing         |
| 繁殖雌馬 杜拜酋長 2005年（深棗色） | Essence of Dubai 1999年（深棗色） | Epitome        | Honest and True |
| 繁殖雌馬 杜拜酋長 2005年（深棗色） | Great Majesty 1990年（深棗色）    | Great Above    | Minnesota Mac   |
| 繁殖雌馬 杜拜酋長 2005年（深棗色） | Great Majesty 1990年（深棗色）    | Great Above    | Ta Wee          |
| 繁殖雌馬 杜拜酋長 2005年（深棗色） | Great Majesty 1990年（深棗色）    | Mistic Majesty | His Majesty     |
| 繁殖雌馬 杜拜酋長 2005年（深棗色） | Great Majesty 1990年（深棗色）    | Mistic Majesty | Necaras Miss    |
| 雌系：號族：2-s                    |                                   |                |                 |
| 五代內近親交配：無                 |                                   |                |                 |

## 命名由來
名字Shahryar（シャフリヤール）於波斯語中，意思是「偉大的君王」，亦會作為統治者的頭銜使用，聯想自母系杜拜酋長的名字，香港則取意譯，翻譯为「大帝」。

## 外部連結
- 大帝 netkeiba.com （页面存档备份，存于）
- 血統表 （页面存档备份，存于）